# 파푸 환초

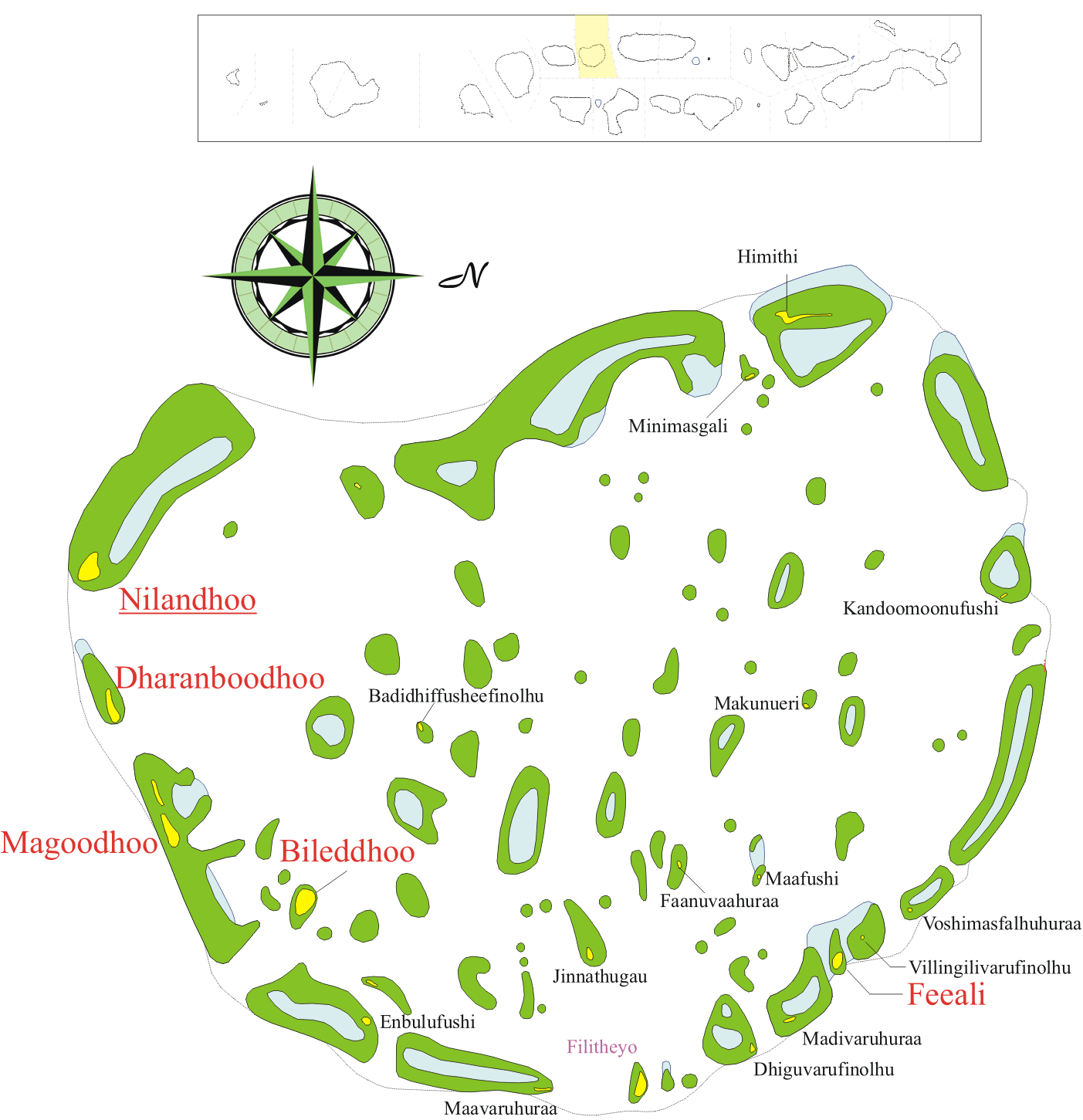
파푸 환초

파푸 환초(디베히어: ނިލަންދެއަތޮޅު ދެކުނުބުރި, Faafu) 또는 닐란데우투루부리 환초(Nilandhe Atholhu Uthuruburi, 북닐란데 환초)는 몰디브 서부에 위치한 환초로 행정 중심지는 닐란두이며 인구는 4,641명(2006년 기준)이다. 23개 섬으로 구성되어 있다.